# Adlerschnabel-Pacu
Der Adlerschnabel-Pacu (Ossubtus xinguense) ist eine Fischart aus der Familie der Sägesalmler (Serrasalmidae), die im östlichen Brasilien in den Unterläufen des Rio Xingu und des Rio Iriri vorkommt. Aufgrund des begrenzten Verbreitungsgebietes und des Baus von Staudämmen am Rio Xing gilt die Art als gefährdet.

## Merkmale
Adlerschnabel-Pacus erreichen eine Länge von etwa 25 Zentimeter und ein Gewicht von fast 400 Gramm. Wie alle Sägesalmler sind sie relativ hochrückig. Von allen anderen Sägesalmlern können Adlerschnabel-Pacus durch ihr stark unterständiges Maul sehr einfach unterschieden werden. Der Rumpf ist oval und seitlich abgeflacht. Die maximale Körperhöhe liegt am Beginn der Rückenflosse und beträgt 53 bis 57 % der Standardlänge. Der Rumpf ist mit Rundschuppen bedeckt. Das Rückenprofil und damit die Basis der Rückenflosse ist von ihrem Beginn bis zur Basis der kurzen Fettflosse gerade oder nur sehr wenig gebogen. Der Schwanzstiel ist kurz. Das Kopfprofil ist von der Oberlippe bis oberhalb der Augen konvex, darüber ist es konkav. Männchen und Weibchen lassen sich an der unterschiedlich geformten Afterflosse unterscheiden.
Morphometrie:
- Flossenformel: Dorsale ii-iv/19-22, Anale iii-iv/23-25, Pectorale i/15-17, Ventrale i/7.
- Schuppenformel: SL 78-92.
- Kiemenrechen: 10-13/13-15.

## Lebensraum und Ernährung
Der Adlerschnabel-Pacu kommt ausschließlich in den Unterläufen des Rio Xingu und des Rio Iriri vor und lebt dort in und im Umkreis von Stromschnellen. Begleitfische sind die Sägesalmler Acnodon normani, Myloplus arnoldi, Myleus setiger, Tometes ancylorhynchus und Tometes kranponhah und weitere rheophile Fische aus den Familien Characidae, Engmaulsalmler (Anostomidae) und Harnischwelse (Loricariidae). Die Fische leben in klaren, schnell fließenden Gewässern über Felsen, die von Podostemaceae bedeckt sind und suchen in Gefahrensituationen Schutz in Felsspalten. Der Adlerschnabel-Pacu ernährt sich von Podostemaceen, Laubmoosen, Blättern, Zweigen, Baumrinden, Wurzeln, Algen und größeren aquatischen Wirbellosen.